# Viking Cinderella
Le Viking Cinderella est un cruise-ferry appartenant à la compagnie finlandaise Viking Line. Construit de 1988 à 1989 aux chantiers Wärtsilä de Turku pour la compagnie finlandaise SF-Line sous le nom de Cinderella, il est mis en service en novembre 1989 sur les liaisons de Viking Line reliant la Finlande à la Suède puis entre la Finlande et l'Estonie à partir de septembre 1994. Rebaptisé Viking Cinderella en 2003, il est depuis principalement affecté sur des mini-croisières entre Stockholm et Mariehamn, dans l'archipel d'Åland.

## Histoire

### Origines et construction
Dans les années 1980, la rude concurrence entre les consortium rivaux Viking Line et Silja Line est plus que jamais effective sur les lignes reliant la Finlande à la Suède. Depuis le début de la décennie, les différents armateurs se livrant une véritable course au tonnage et au luxe ont successivement mis en service de gigantesques cruise-ferries sur les lignes Turku - Mariehamn - Stockholm et Helsinki - Stockholm. Sur cette dernière, les compagnies du réseau Viking Line, Rederi AB Slite et SF-Line étaient parvenues à surpasser Silja Line avec la mise en service des imposants Mariella et Olympia entre 1985 et 1986. Fragilisée cependant en raison des difficultés financières de Rederi AB Sally, troisième actionnaire du groupe, Viking Line envisage de renouveler sa flotte en service sur ses lignes phares entre Turku, Mariehamn et Stockholm afin de détrôner les sister-ships Svea et Wellamo de Silja Line, mais également de se prémunir contre l'arrivée prochaine des futurs mastodontes de la compagnie au phoque entre Helsinki et Stockholm. Ainsi, entre 1986 et 1989, SF-Line et Slite passent chacune commande de trois navires. 
Des trois commandes passées par SF-Line, l'une porte sur la réalisation d'un imposant cruise-ferry prévu pour remplacer le Mariella entre Helsinki et Stockholm. Baptisé Cinderella, ce futur géant reprend une conception similaire à celle de son aîné, bien que ses dimensions soient plus importantes. Avec une longueur de plus de 190 mètres et un tonnage de plus de 46 000 tonneaux, il s'annonce comme le plus grand cruise-ferry au monde. Malgré une disposition des aménagements intérieurs quelque peu inspirée du Mariella, le nouveau navire se démarque toutefois de son modèle par des installations bien plus luxueuses et confortables. Mais la différence la plus notable réside essentiellement dans son apparence qui arbore un aspect plus arrondi et plus élégant, là où le Mariella est doté de formes plus anguleuses. L'allure du Cinderella n'en demeure cependant pas moins massive et intègre désormais d'importantes surfaces vitrées, notamment sur son flanc tribord ainsi qu'à l'arrière. 
Construit par les chantiers Wärtsilä de Turku, le Cinderella est mis sur cale le 15 décembre 1988. À la suite du lancement du navire le 15 avril 1989, les travaux de finitions prennent cependant du retard en raison de la situation financière catastrophique du constructeur. SF-Line parviendra toutefois à faire achever son navire grâce à la nature particulière du contrat de construction permettant d'acquérir progressivement la nouvelle unité. Une fois la construction terminée, le Cinderella est livré à SF-Line le 7 novembre 1989. Il est à ce moment-là le plus grand cruise-ferry du monde devant l‘Athena de Slite.

### Service
Le Cinderella est mis en service le 8 novembre 1989 entre Helsinki et Stockholm en sus de l‘Olympia et du Mariella, contrairement aux plan initiaux de SF-Line qui prévoyait que ce dernier soit transféré à l'occasion sur une liaison reliant Helsinki à Norrköping. Durant les premières années de sa carrière, le Cinderella réalise quelques escales au large de Tallinn afin de faire profiter les passagers de tarifs hors-taxe dans les boutiques du bord. 

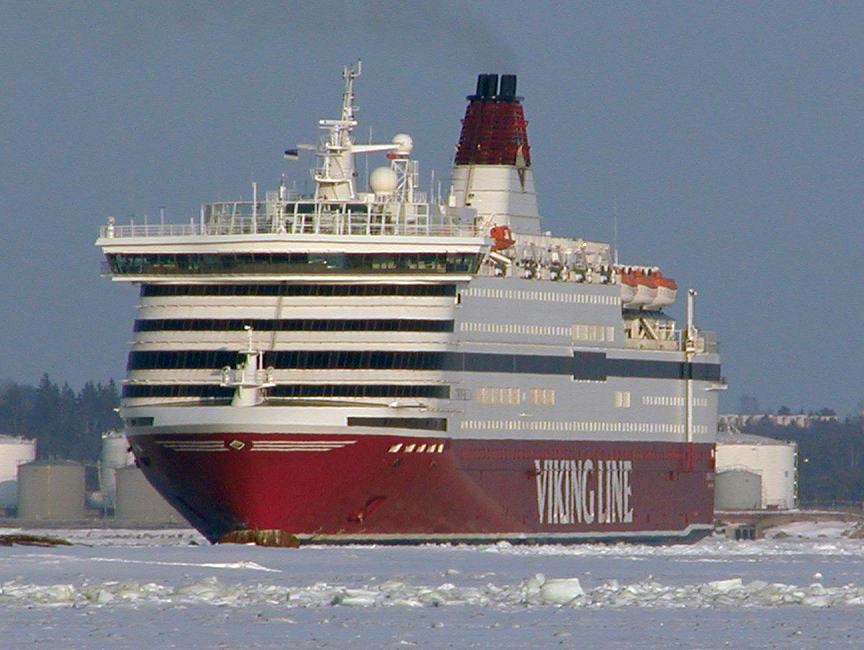
Le Cinderella arborant la livrée originale de Viking Line.

En 1993, le navire est positionné en tandem avec le Mariella afin de remplacer l‘Olympia, mis hors service et vendu en raison de la faillite de Rederi Ab Slite. En septembre 1994, il est remplacé par l‘Isabella et affecté sur des mini-croisières entre Helsinki et Tallinn. C'est sur cet axe que le navire participera aux recherches d'un passager ayant chuté du ferry Silja Festival, le 12 avril 1995. Au cours de cette même année, la compagnie SF-Line, unique actionnaire de Viking Line depuis la faillite de Slite, fusionnera avec sa filiale, entraînant le transfert de la propriété du Cinderella au sein de Viking Line.
Durant les étés 1995 et 1996, le Cinderella est affecté entre Turku, Mariehamn et Stockholm de la mi-juin à la mi-août, permettant ainsi de libérer le ferry Rosella afin qu'il puisse assurer la ligne saisonnière entre Naantali, Mariehamn et Kapellskär. 
Le 15 septembre 2001, alors qu'il réalise sa manœuvre d'accostage à Helsinki par mauvais temps, le navire entre en collision avec le quai, occasionnant des dégâts mineurs qui ne retarderont son départ que de quelques heures. Quelques mois plus tard, le 8 mars 2002, un incendie se déclare au niveau de la discothèque mais est rapidement maîtrisé et éteint par l'équipage.
À partir de l'été 2002, le Cinderella est employé, en plus de sa principale affectation, sur des mini-croisières entre Helsinki et Riga, en Lettonie. L'expérience s'avèrera concluante et sera réitérée l'année suivante.
À l'issue de la saison estivale 2003, Viking Line décide d'interrompre les mini-croisières vers l'Estonie assurées par le Cinderella. La principale raison étant la concurrence très importante que lui menait le Romantika de la compagnie Tallink, mais également la fin des tarifs hors-taxes sur ces liaisons en raison de la récente adhésion de l'Estonie à l'Union européenne. En conséquence, la direction décide de transférer le navire sur des mini-croisières de 22 heures entre Stockholm et les îles Åland, dont le statut particulier permet toujours de proposer la vente d'articles détaxés. 

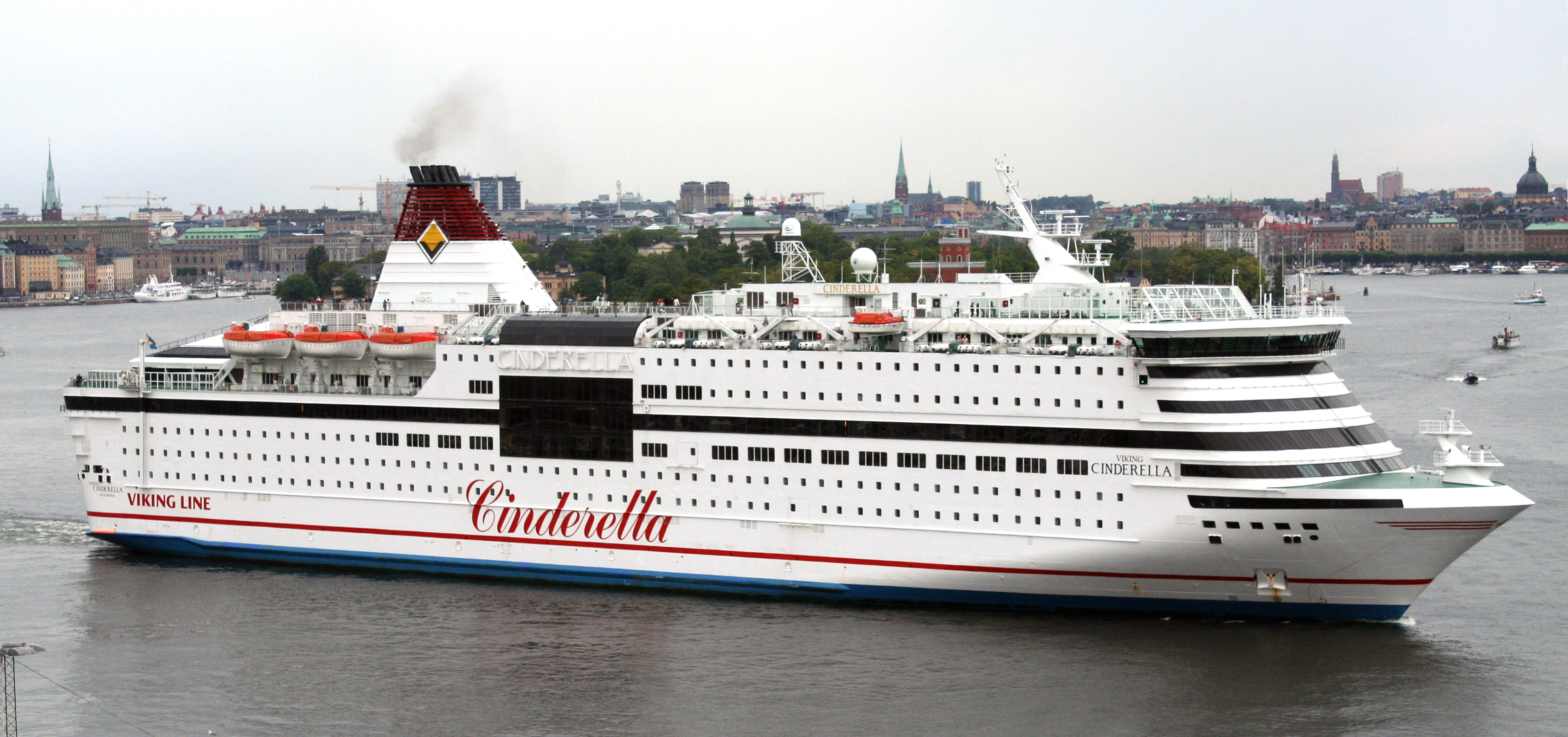
Le Viking Cinderella en 2008.

Ainsi, le 18 août, une fois la saison d'été du navire achevée, celui-ci prend la direction des chantiers Turku Repair Yards de Naantali afin de subir quelques modifications en vue de sa nouvelle affectation. Outre le rafraîchissement des locaux intérieurs, le cruise-ferry se voit parer d'une nouvelle livrée blanche mettant légèrement en retrait le logo de Viking Line au profit de l'inscription « Cinderella », affichée en grand sur ses flancs. Dorénavant basé à Stockholm, la capitale suédoise devient son nouveau port d'attache, ce qui implique son changement de nom en Viking Cinderella, en raison notamment de la présence d'un autre navire baptisé Cinderella sur les registres suédois. Une fois les transformations terminées, le navire entre en service sur sa nouvelle ligne le 4 septembre 2003. 
Le 17 juin 2004, alors qu'il navigue entre Mariehamn et Stockholm, le Viking Cinderella est victime d'une avarie au niveau d'un de ses safrans. Par mesure de sécurité, le commandant décide de faire accoster le navire à Kapellskär afin que le problème soit résolu au plus vite. À l'arrivée, un bus est mis à la disposition des passagers afin qu'ils puissent rejoindre Stockholm. Le Viking Cinderella appareillera quant à lui pour Mariehamn dans la soirée après que la nature de l'avarie ait été détectée et corrigée.
Entre juin et août 2004, Viking Line étend l'itinéraire du navire jusqu'à Riga. Tout comme les croisières depuis la Finlande, celles-ci rencontreront également un très franc succès qui encouragera la compagnie à les proposer chaque saison d'été jusqu'en 2013. De temps à autre, des mini-croisières vers Tallinn seront également proposées.
Au début de l'année 2014, la livrée est légèrement modifiée, la bande rouge sur la coque est remplacée par une vaguelette de même couleur et les inscriptions sont déplacées vers l'arrière du navire.
Au mois de mars 2020, les services de Viking Line sont perturbés en raison des restrictions dues à la crise sanitaire provoquée par la pandémie de Covid-19. Immobilisé le 16 mars, le Viking Cinderella est dans un premier temps désarmé à Mariehamn jusqu'au mois de juillet où le rétablissement progressif de la situation lui permet de reprendre la mer. En plus de ses croisières entre Stockholm et Mariehamn, il réalise également des escales à Visby sur l'île de Gotland. Désarmé une nouvelle fois en raison du regain de la pandémie en novembre, il est remis en service à partir du mois d'avril, cette fois-ci entre Turku et Stockholm.

## Aménagements
Le Viking Cinderella possède 13 ponts. Les locaux passagers se situent sur la totalité des ponts 6 à 11 et une partie des ponts 2 et 5 tandis que ceux de l'équipage occupent principalement le pont 5. Les ponts 3 et 4 sont pour leur part consacrés aux garages.

### Locaux communs
Le Viking Cinderella est équipé d'un grand nombre d'installations d'une qualité semblable à celles d'un navire de croisières. Situées en grande majorité sur les ponts 7 et 8, elles comptent notamment un restaurant à la carte, un restaurant buffet, une cafétéria, trois bars et des espaces commerciaux très développés. 
Depuis une importante refonte dans les années 2010, les installations du cruise-ferry sont organisées de la manière suivantes :
- Étage : bar-spectacle sur trois étages situé sur les ponts 8, 9 et 10 à l'arrière du navire ;
- Hornblower’s : pub traditionnel situé sur le pont 7 à l'avant du navire du côté tribord ;
- Bottega Prosecco Bar : bar apéritif situé sur le pont 8 à proximité des points de restauration ;
- The Buffet : restaurant buffet situé au pont 8 à l'avant du navire ;
- À la Carte Seaview Dining : restaurant à la carte situé au milieu bâbord du pont 8 ;
- Ocean Grill : grill situé au milieu du pont 8 ;
- Melody : cafétéria située sur le pont 7 avant ;

En plus de ces installations, le Viking Cinderella dispose d'un supermarché sur le pont 7. Au milieu du pont 9 se trouvent un espace destiné aux conférences, un auditorium et des salles individuelles. Enfin, un sauna se trouve sur le pont 6, à l'avant du navire.

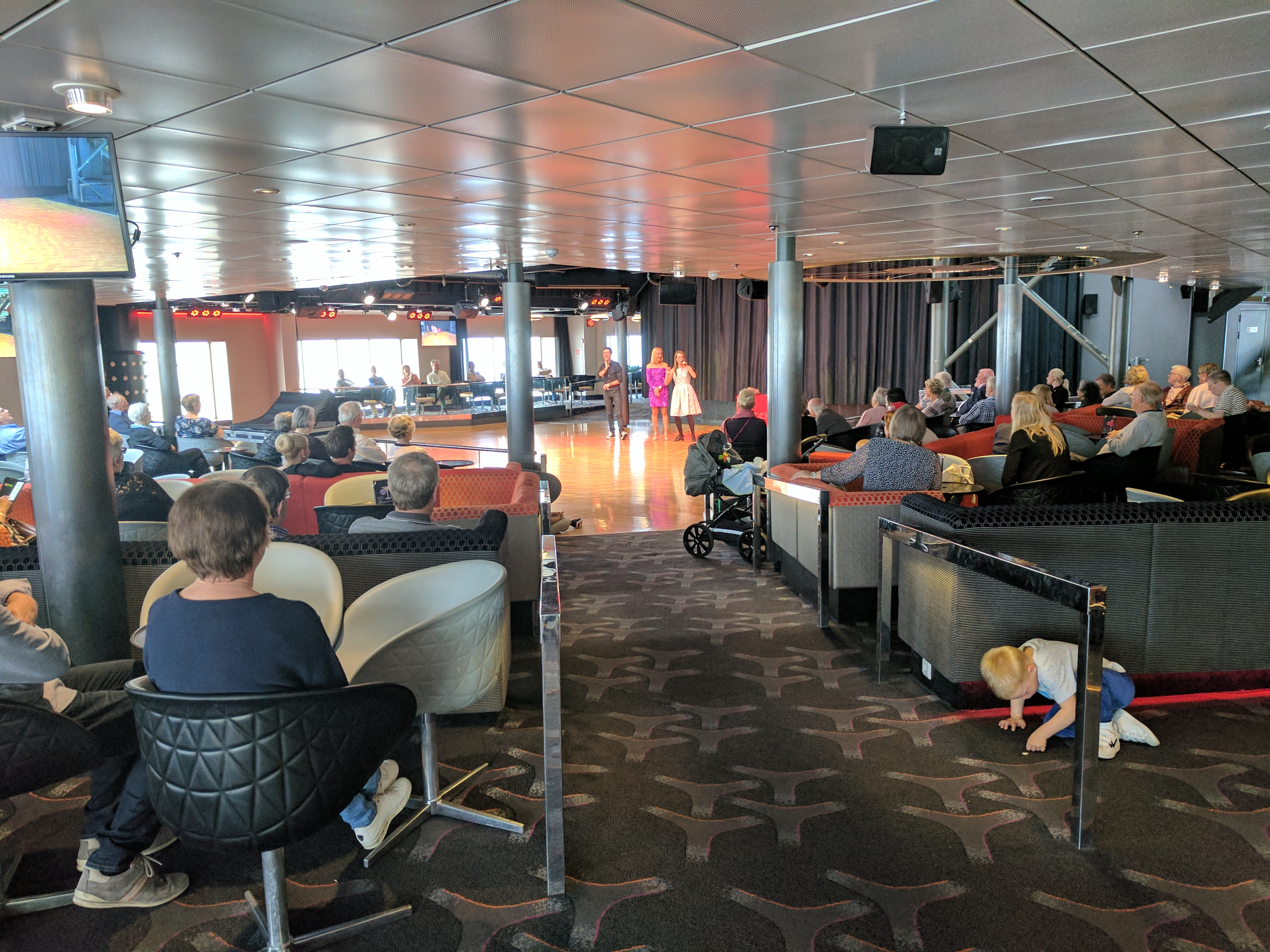
Bar-spectacle Étage, à la poupe
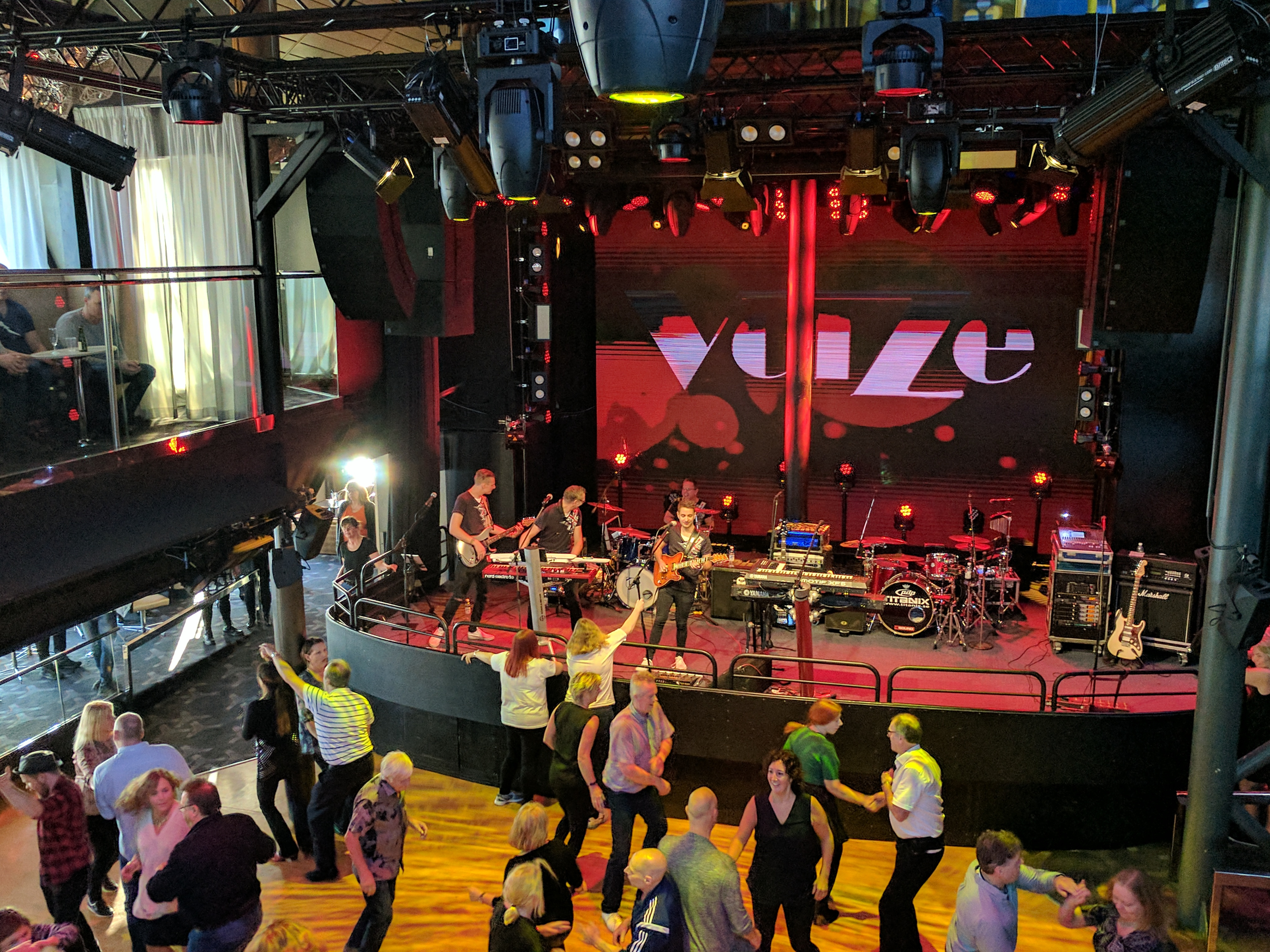
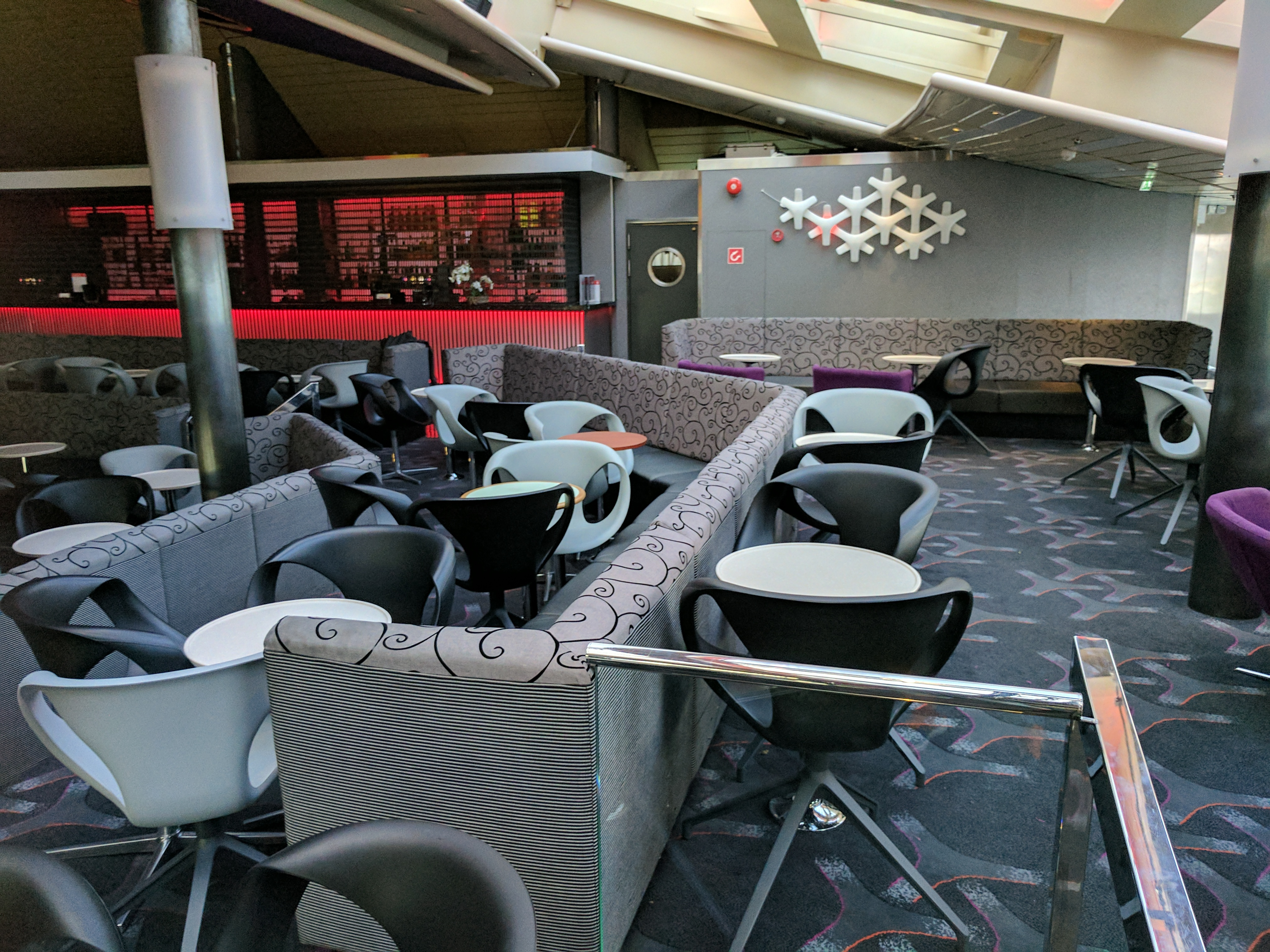
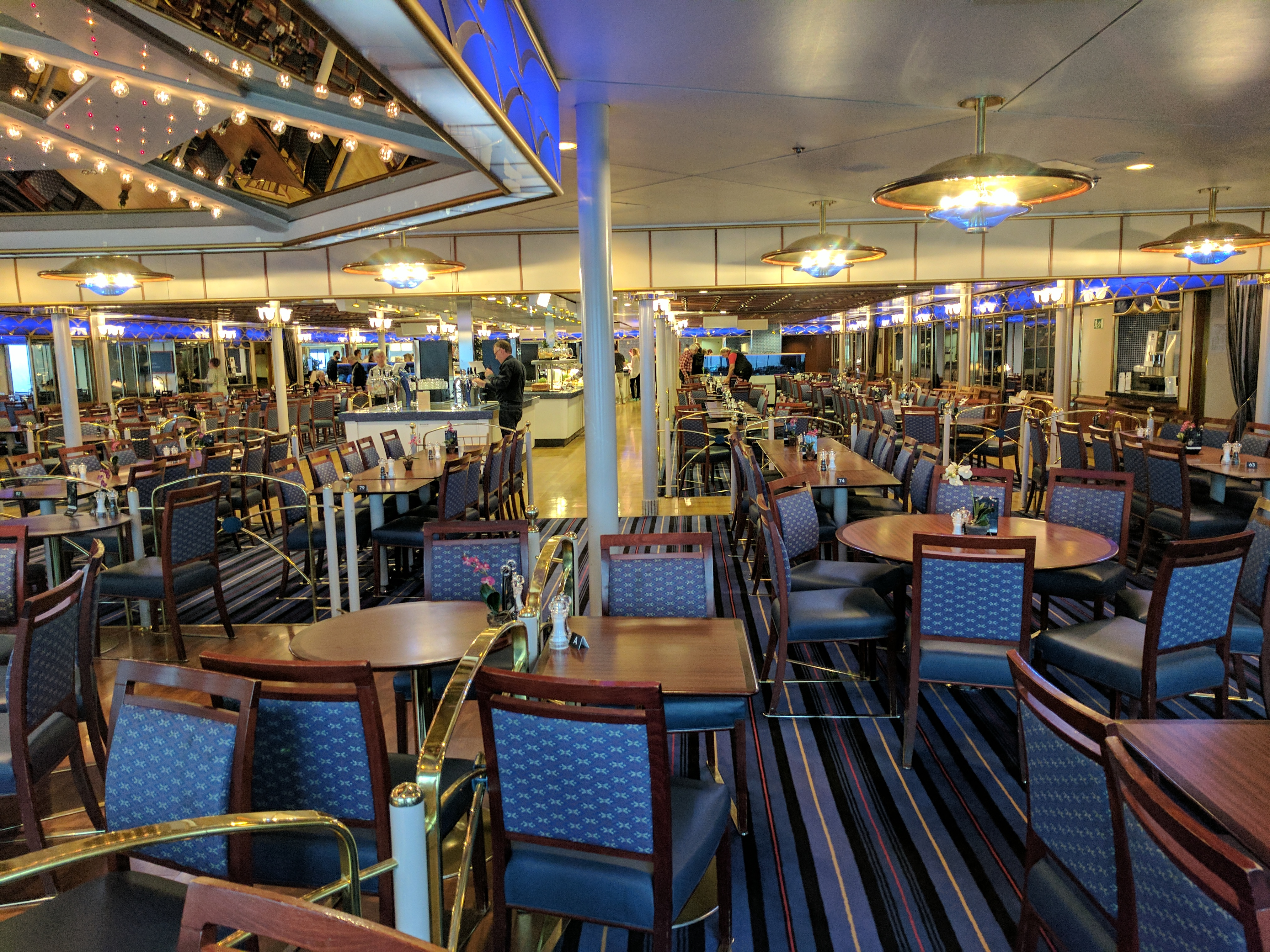
The Buffet, à l'avant du pont 8
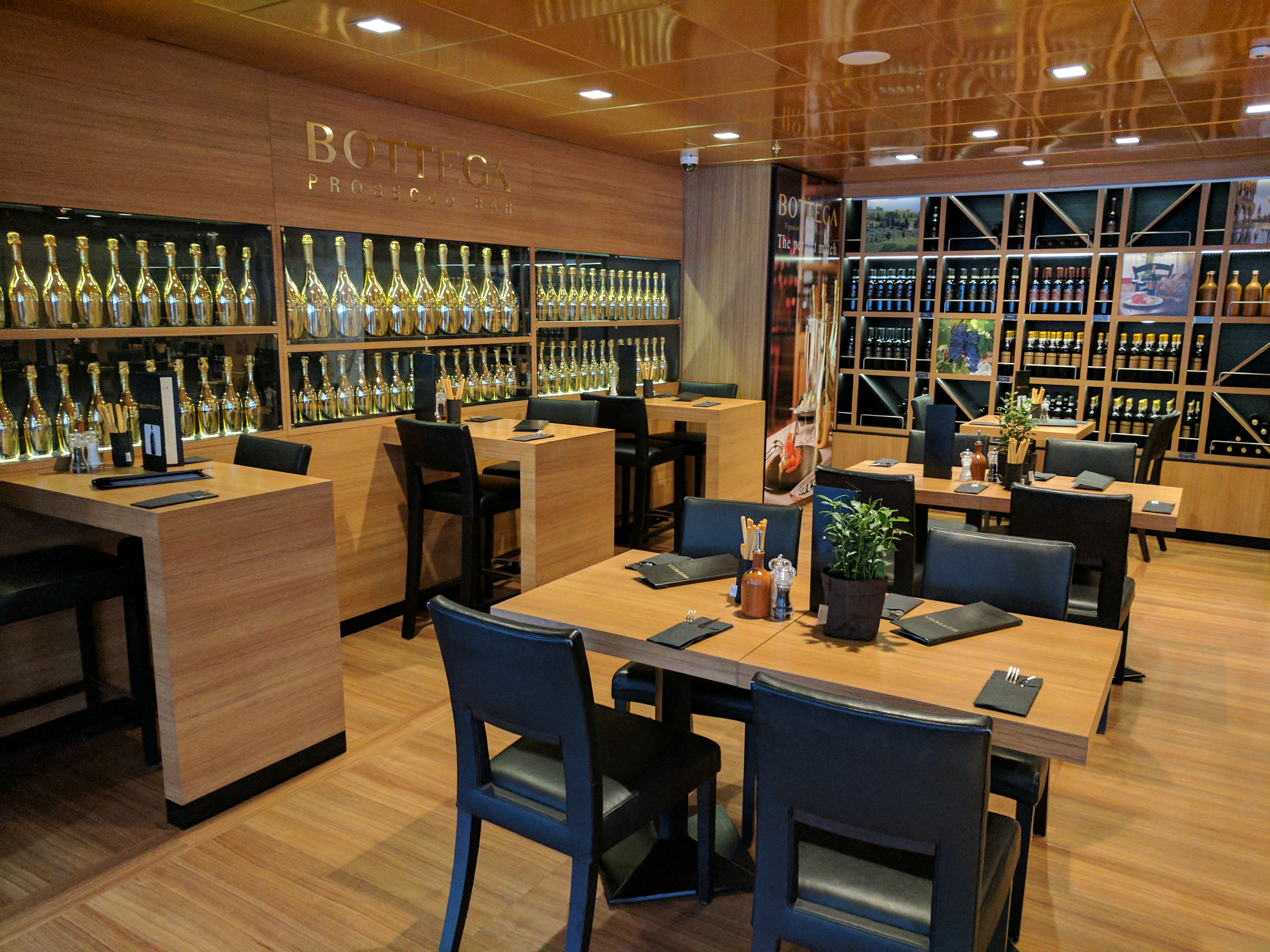
Bottega Prosecco Bar
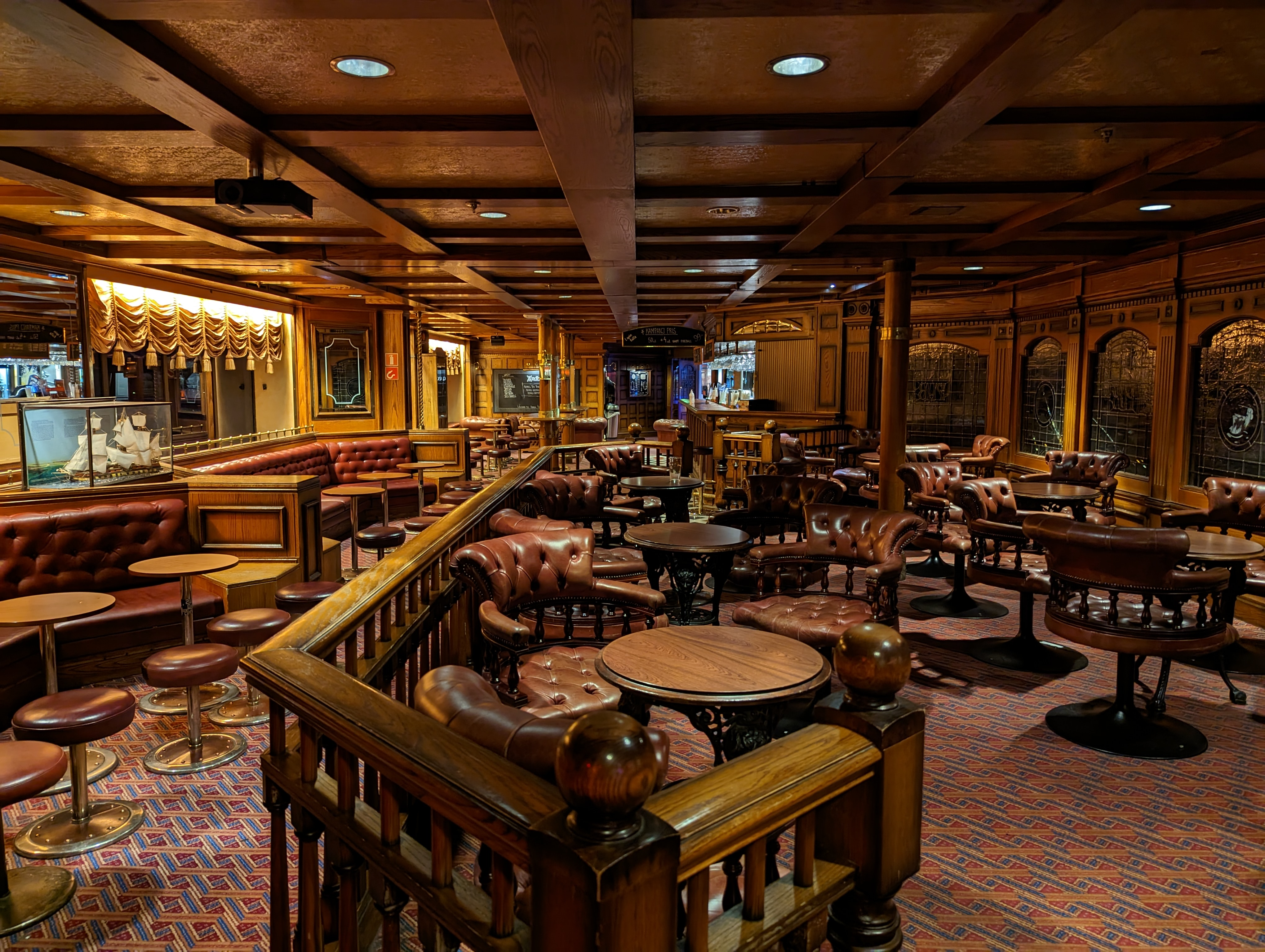
Pub Hornblower’s
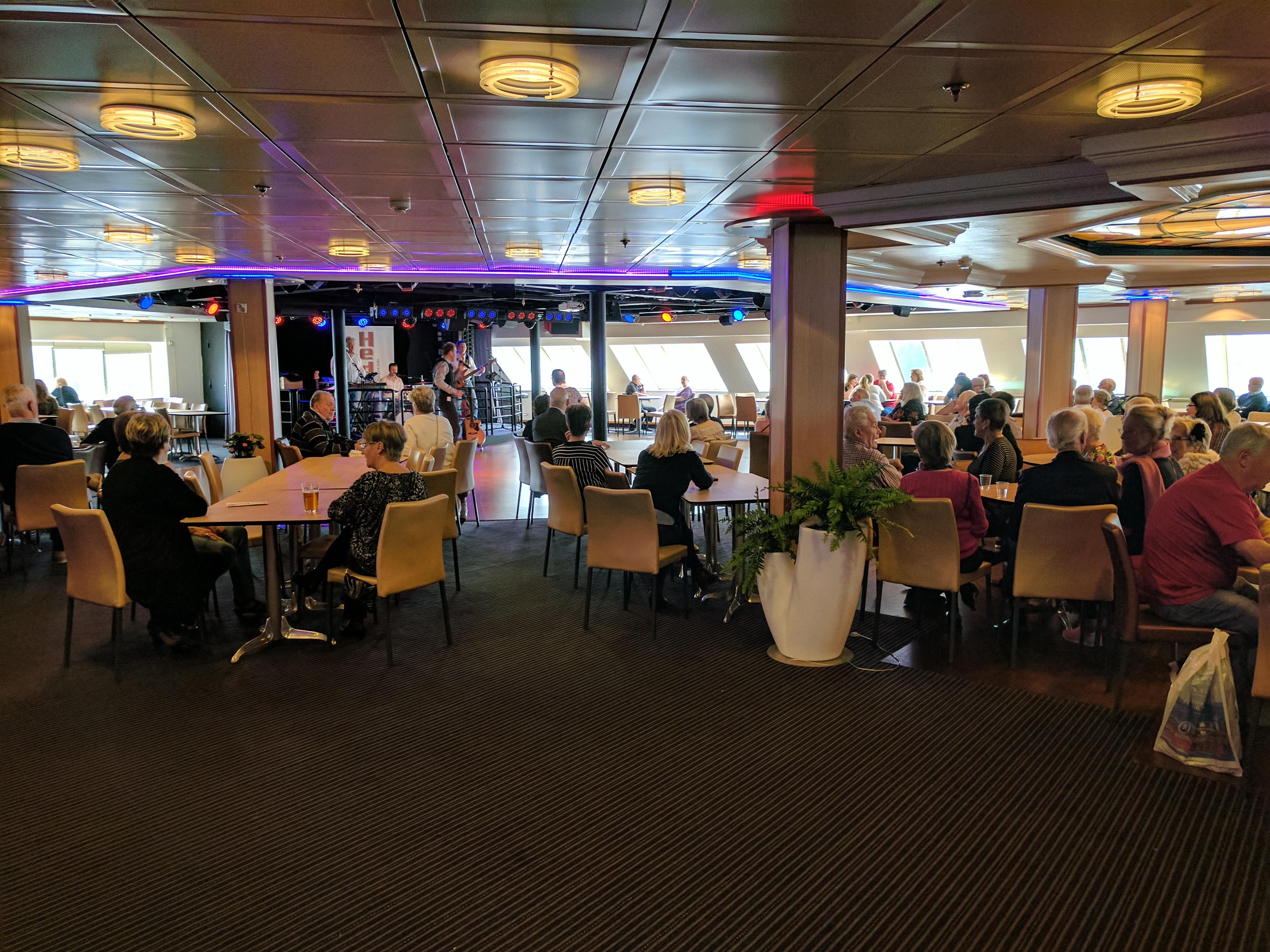
Cafétéria Melody
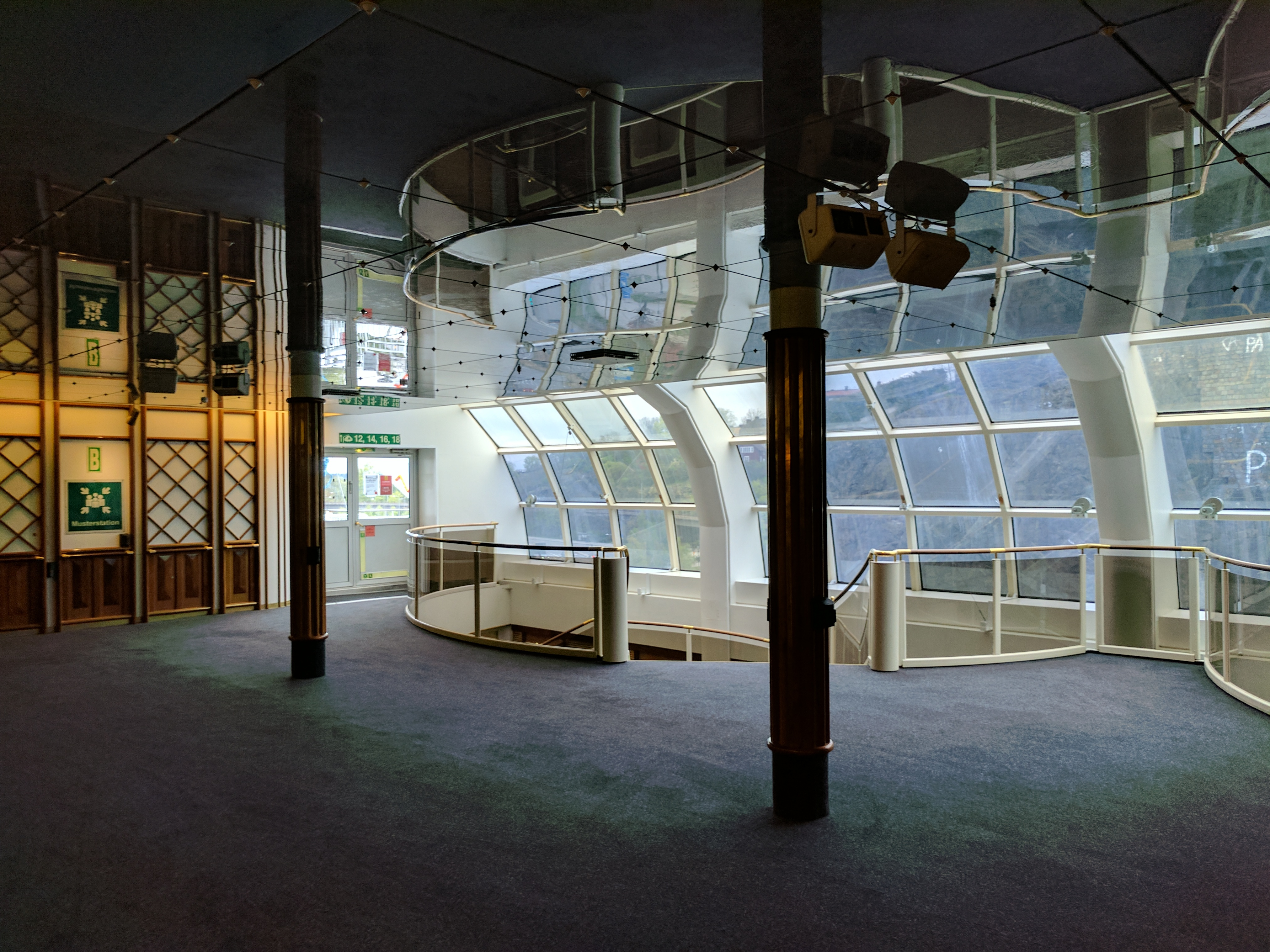
Baie vitrée sur le pont 11
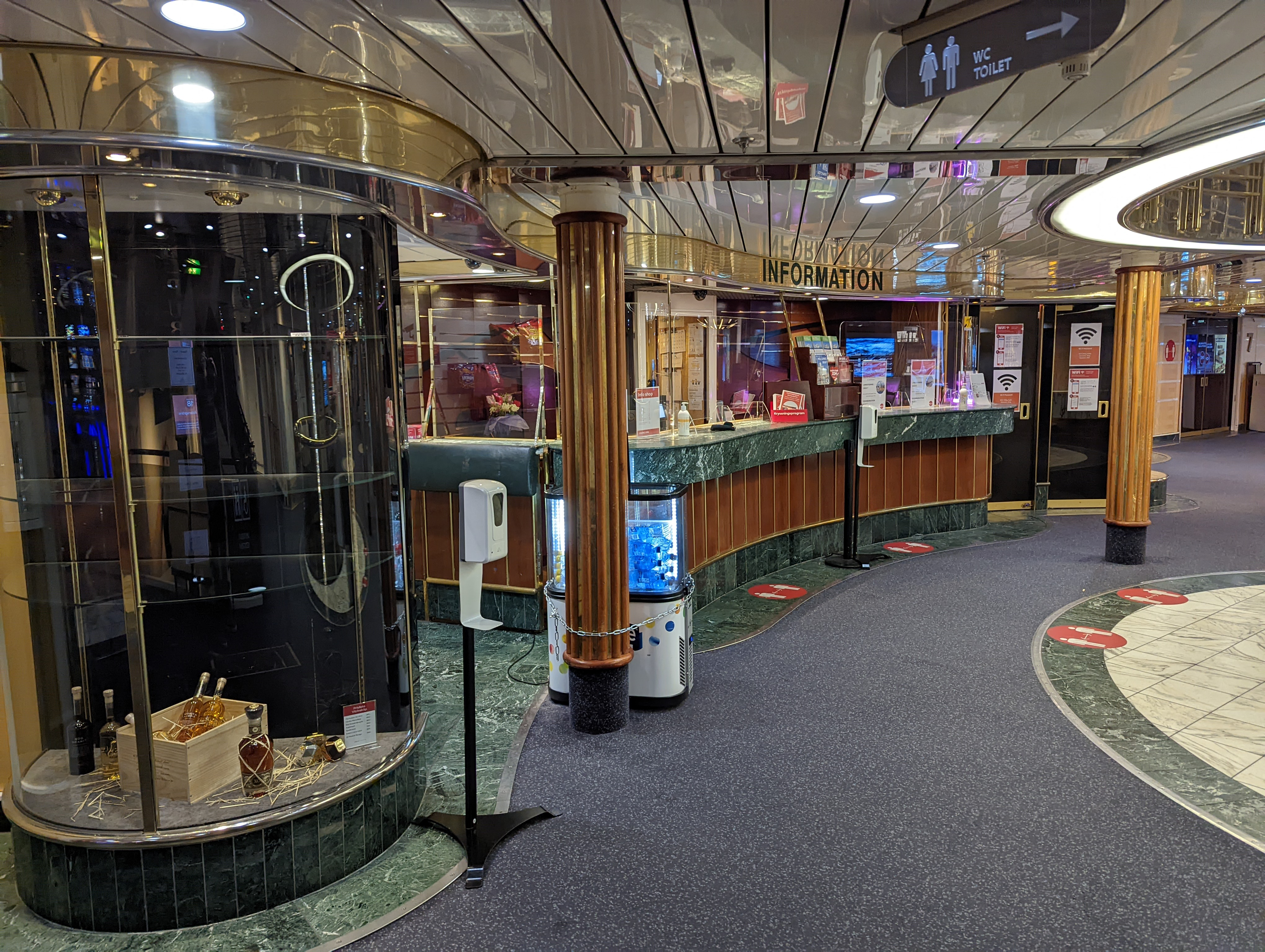
Bureau Information sur le pont 7
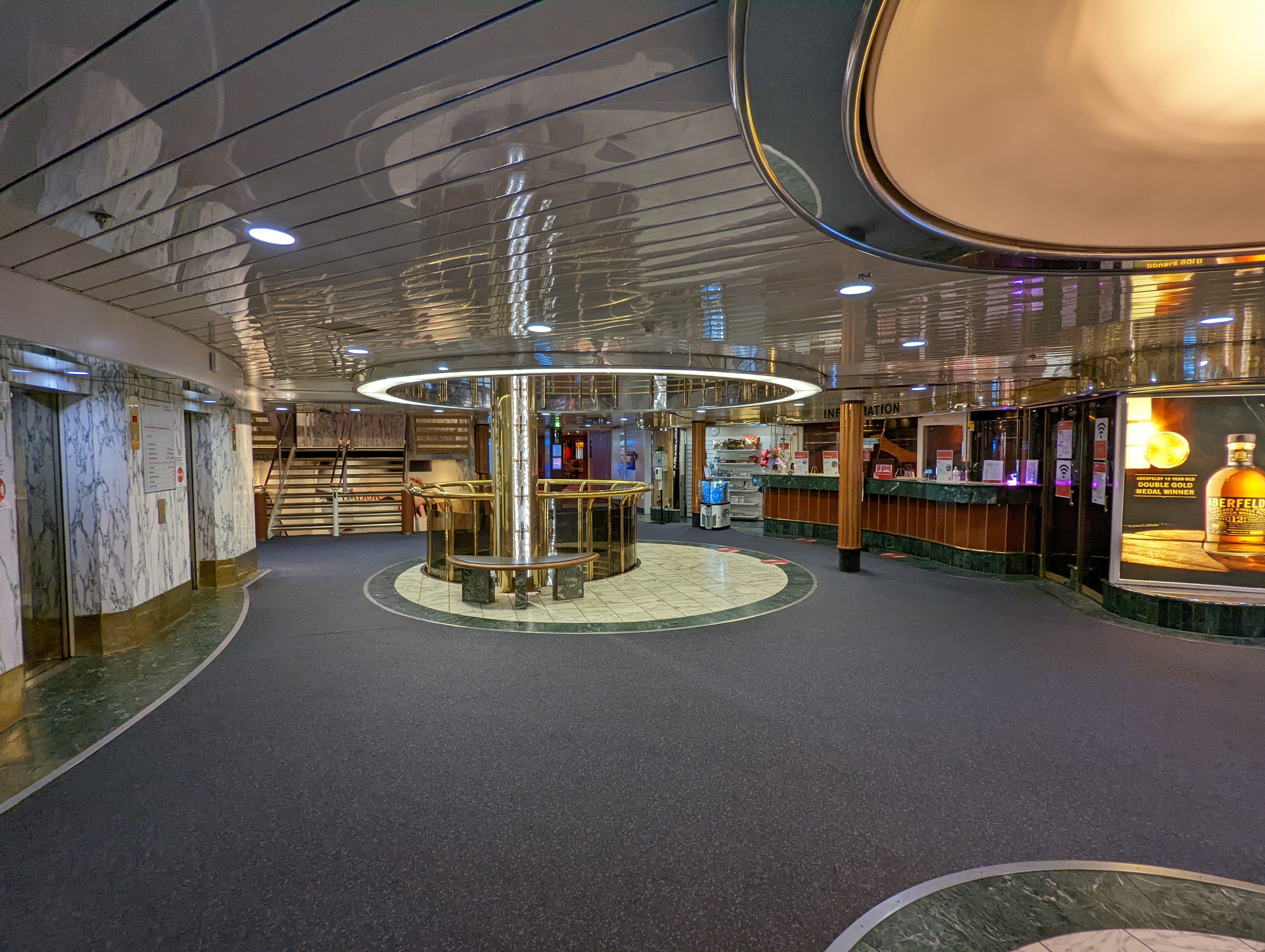
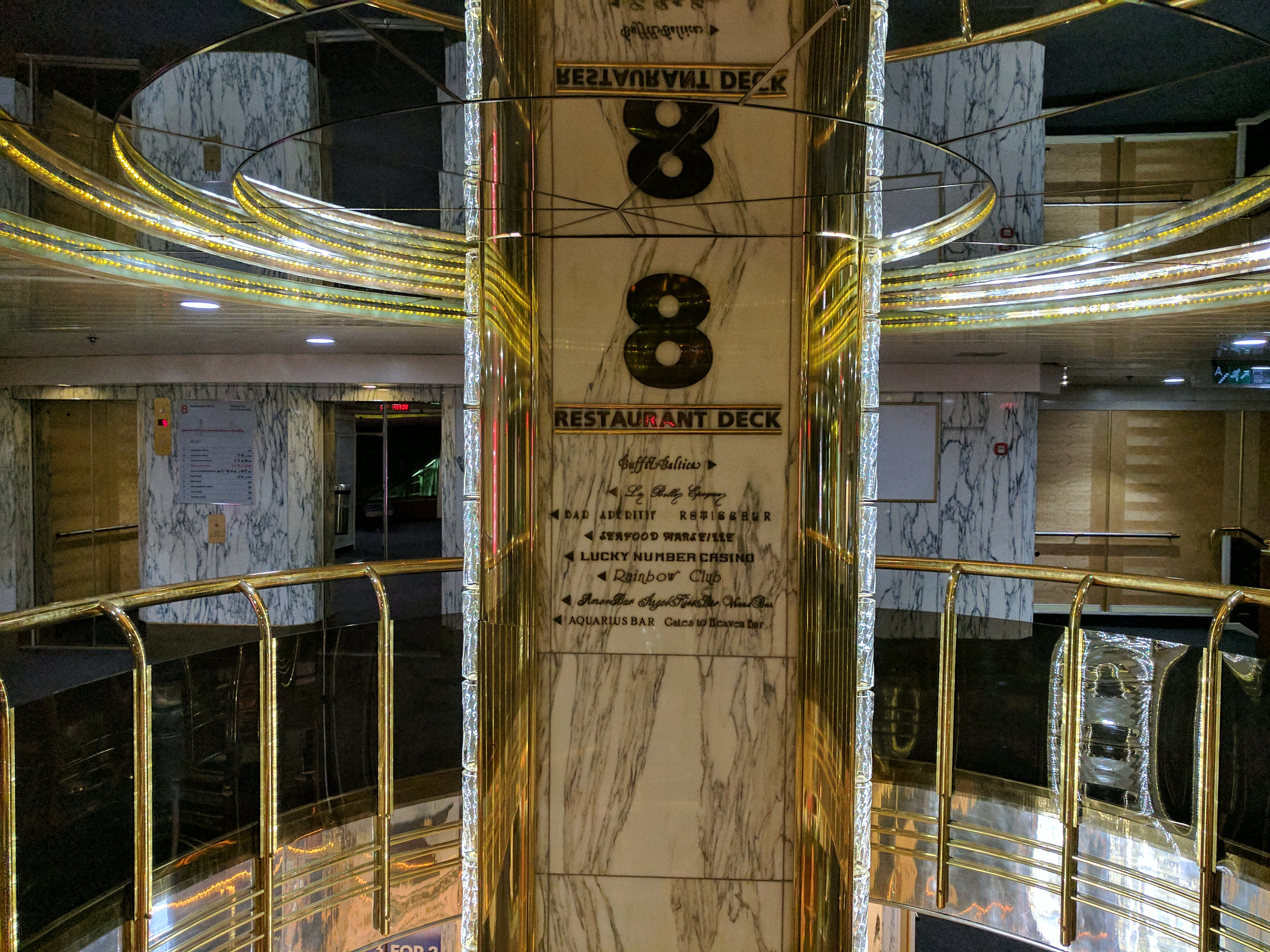
Atrium central

### Cabines
Le Viking Cinderella possède environ 700 cabines situées majoritairement sur le pont 6 mais également sur les ponts 10 et 2 ainsi que sur une partie des ponts 11, 9, 7, et 5 . Les cabines standards, internes ou externes, sont équipées de deux à quatre couchettes ainsi que de la télévision et de sanitaires comprenant douche, WC et lavabo. Certaines d'entre elles disposent d'un grand lit à deux places. Certaines sont situées sur le pont 2 en dessous des garages. Le navire propose également des suites. Des cabines accessibles aux personnes à mobilité réduite ou aux animaux sont également présentes.

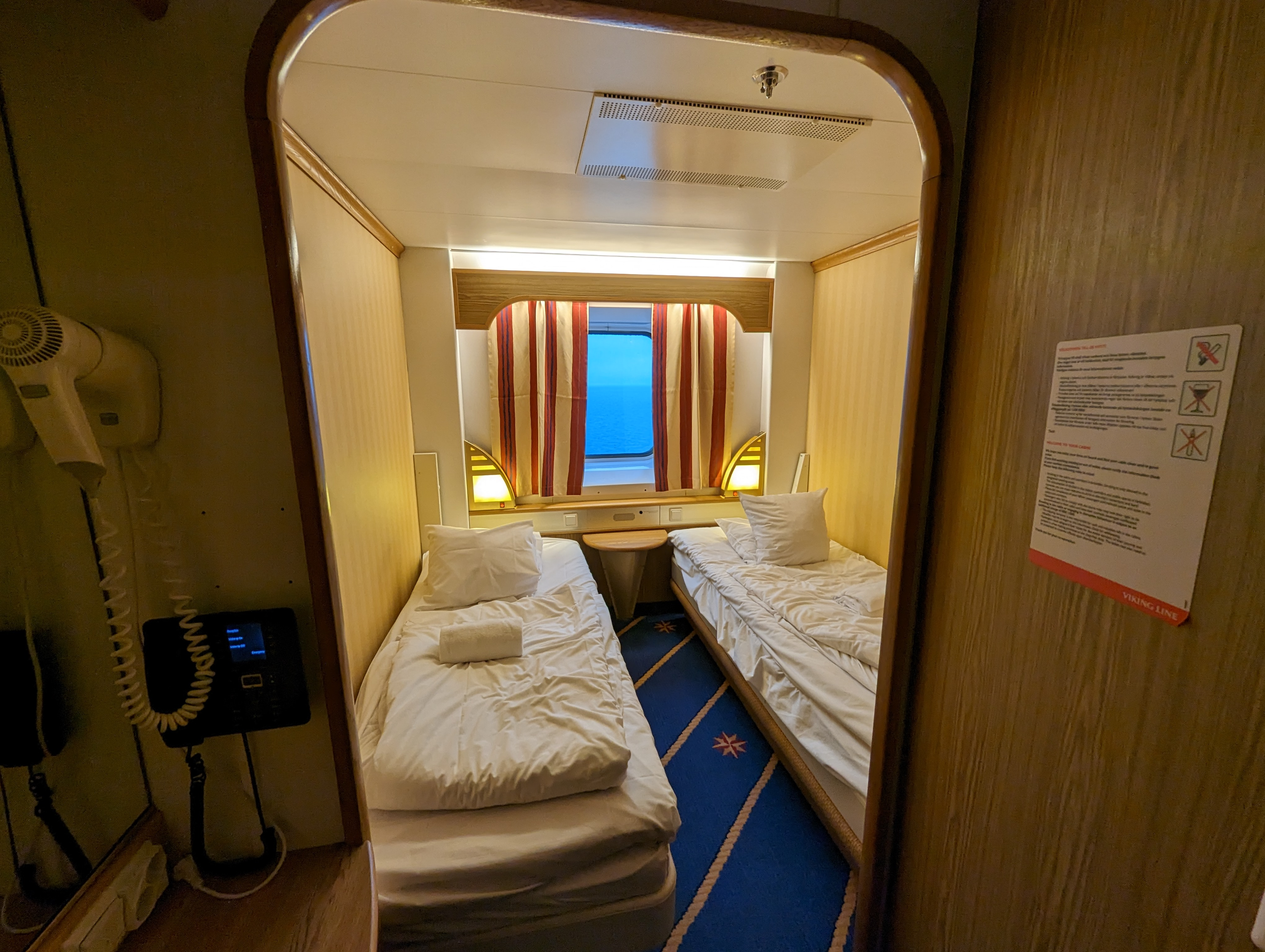
Cabine extérieure à deux couchettes
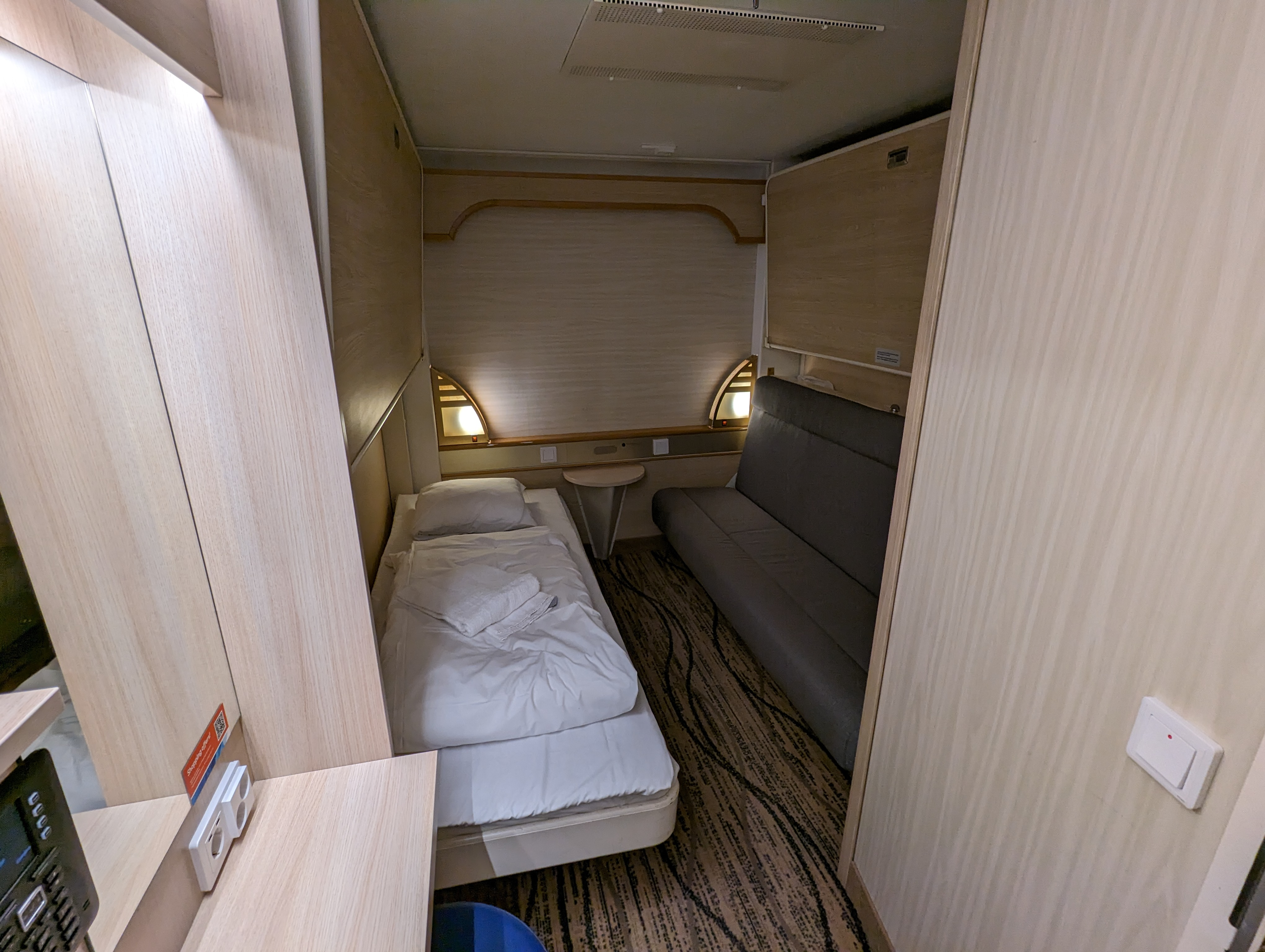
Cabine intérieure à quatre couchettes
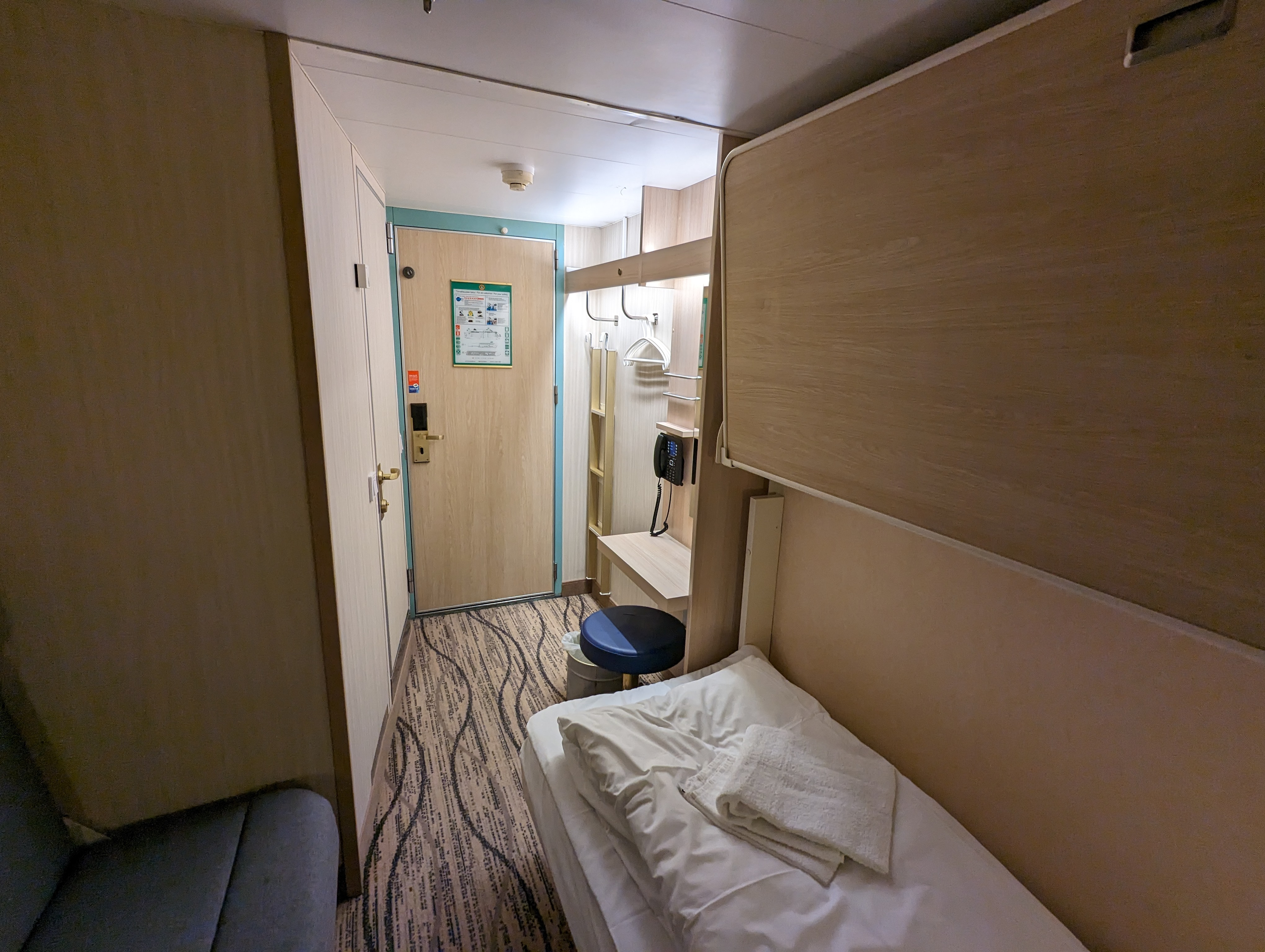
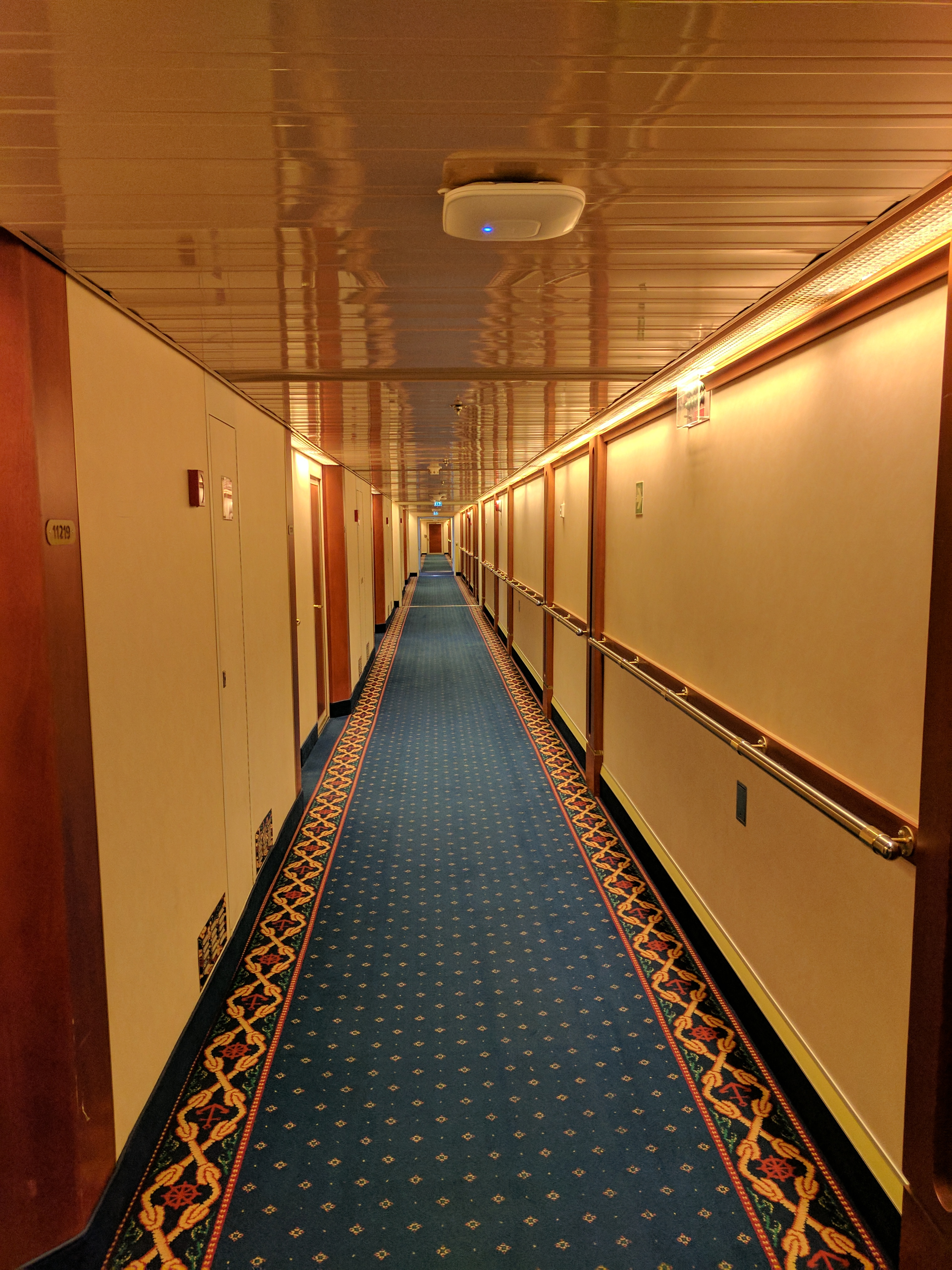
Coursives des cabines du pont 11

## Caractéristiques
Le Viking Cinderella mesure 191 mètres de long pour 29,60 mètres de large et son tonnage est de 46 398 UMS. Le navire a une capacité de 2 700 passagers et son garage peut accueillir 480 véhicules répartis sur deux niveaux. Le garage est accessible par deux portes rampes situées à l'arrière et une porte rampe avant. La propulsion est assurée par quatre moteurs diesels Wärtsilä-Sulzer 12ZAV40S développant une puissance de 28 800 kW entraînant deux hélices à pas variable faisant filer le bâtiment à une vitesse de 22 nœuds. Le Viking Cinderella possède six embarcations de sauvetage fermées de grande taille, trois sont situées de chaque côté vers l'arrière du navire. Elles sont complétées par une embarcation de secours un canot semi-rigide. En plus de ces principaux dispositifs, le navire dispose de plusieurs radeaux de sauvetage à coffre s'ouvrant automatiquement au contact de l'eau. Le navire est doté de deux propulseurs d'étrave facilitant les manœuvres d'accostage et d'appareillage ainsi que de stabilisateurs anti-roulis. Il est également équipé d'une coque brise-glace classée 1 A Super. 

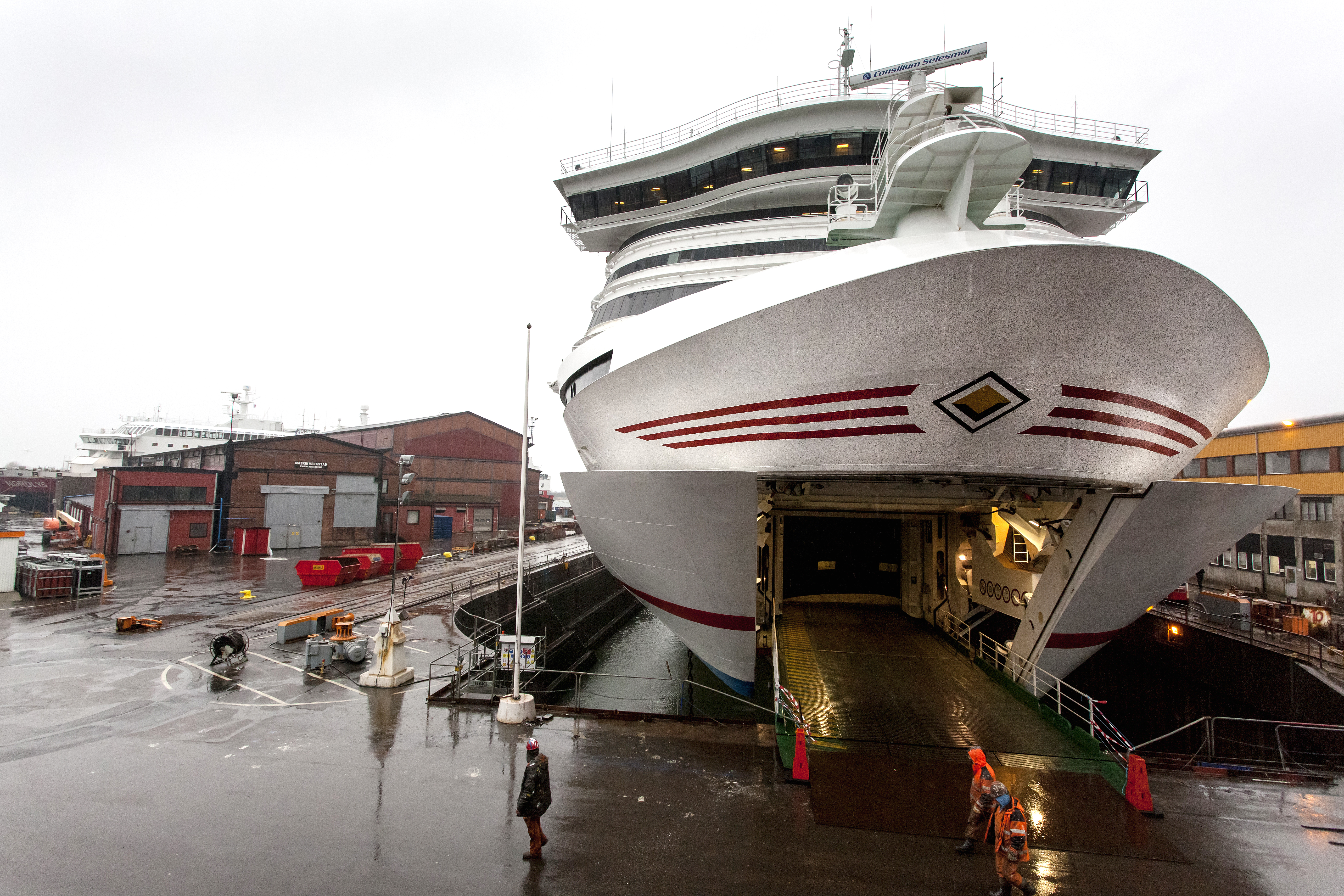
Porte rampe avant
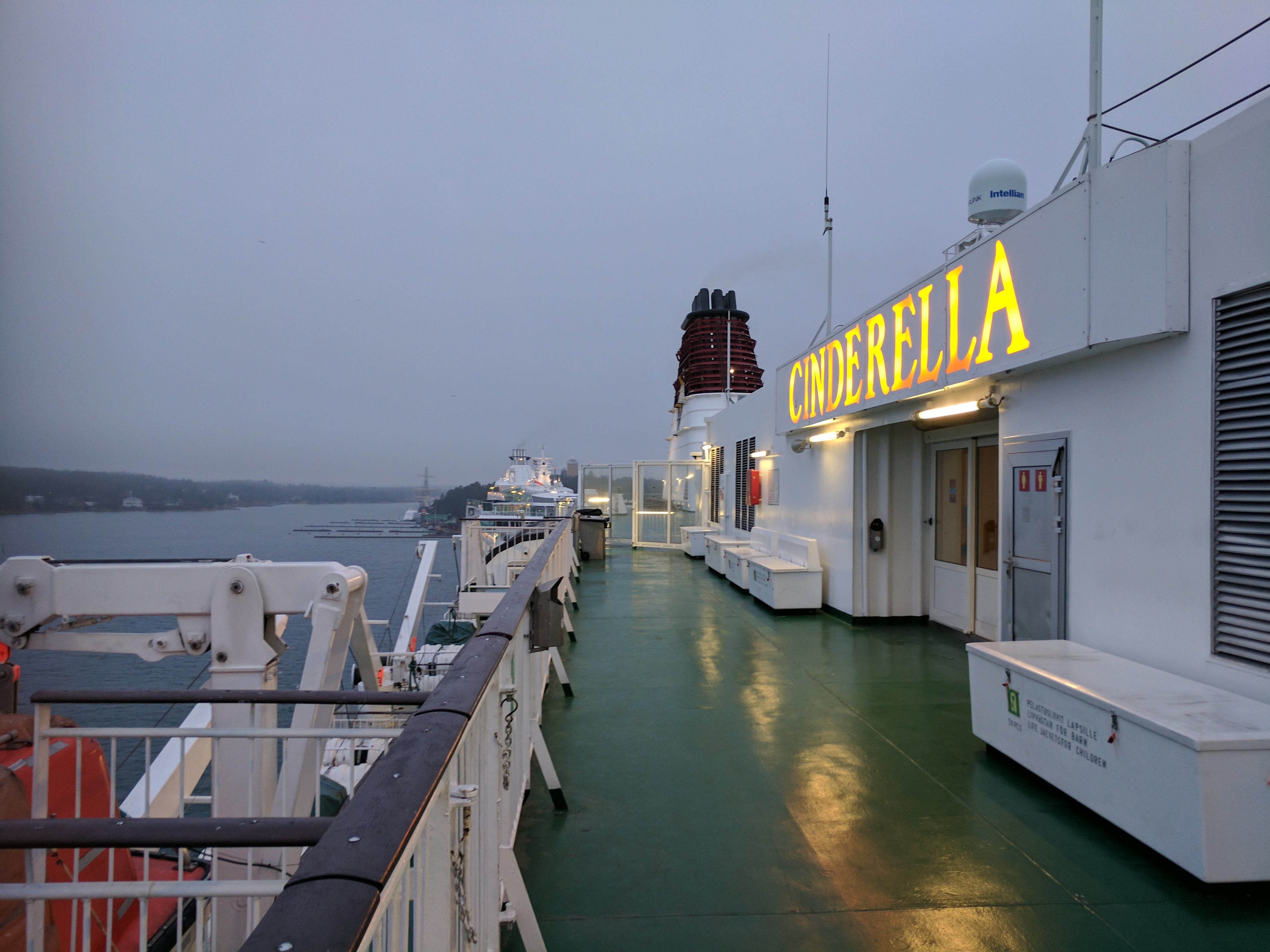
Ponts extérieurs
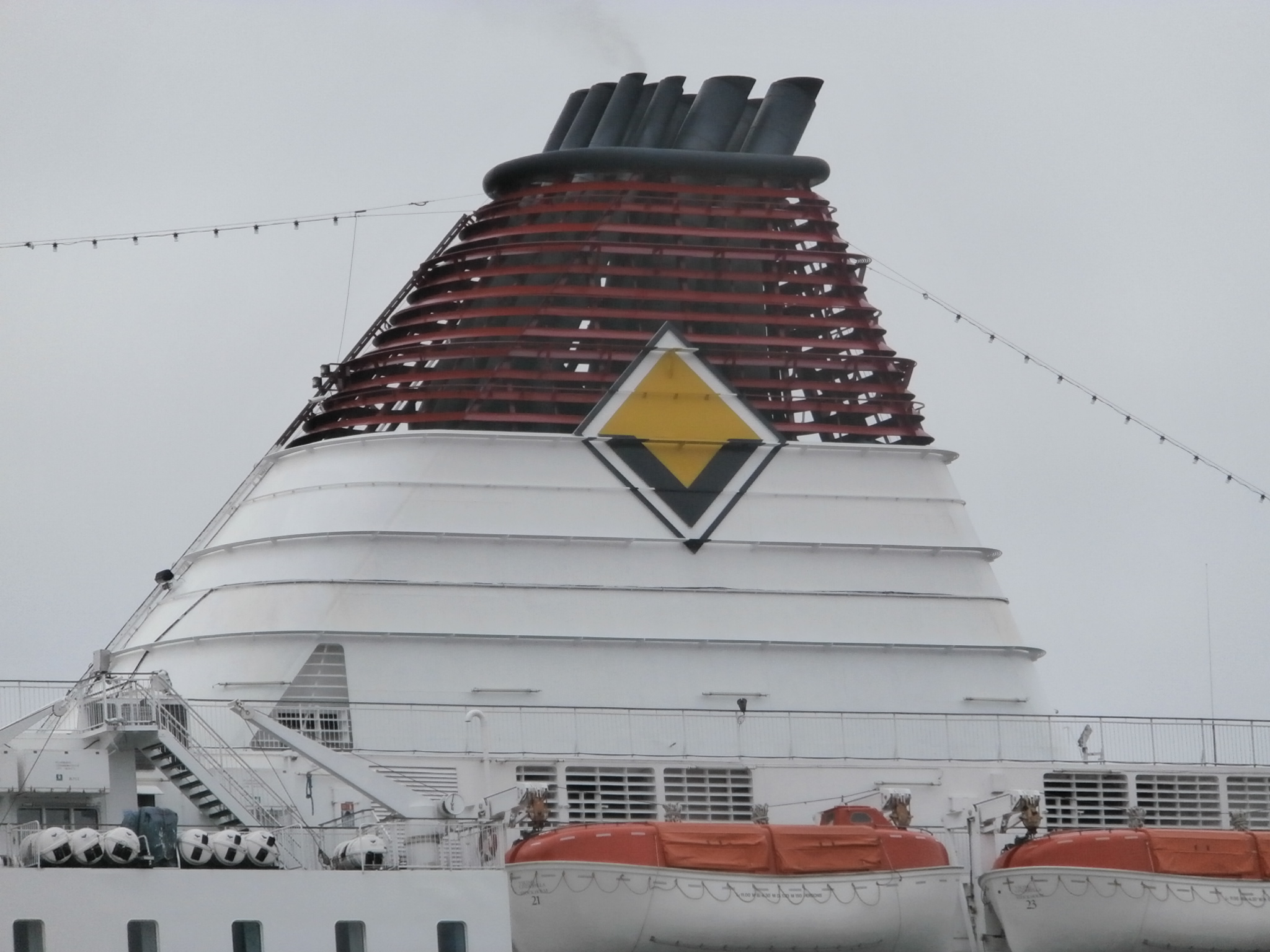
Cheminée

## Lignes desservies
Au début de sa carrière, de 1989 à 1994, le Cinderella naviguait entre la Finlande et la Suède sur la liaison Helsinki - Stockholm. À partir de 1994, il est positionné sur des mini-croisières depuis Helsinki vers Tallinn, la capitale estonienne. Il naviguera également, durant les étés 1995 et 1996 entre Turku, Mariehamn et Stockholm. En 2002 et en 2003, il réalise aussi des escales à Riga en Lettonie.
Depuis 2003, le navire est principalement affecté à des mini-croisières entre Stockholm et Mariehamn. Il desservait régulièrement Riga jusqu'en 2013 et occasionnellement Visby, sur l'île de Gotland.